# Калишское воеводство (Королевство Польское)
Калишское воеводство (пол. Województwo Kaliskie, лат. Palatinatus Calisiensis) — административно-территориальная единица Королевства Польского и Речи Посполитой. Существовало в 1314—1793 годах.

## История
Земля Калишская составляла первоначально часть Великой Польши, вместе с которой при разделе государства Болеславом Кривоустым досталась сыну его, Мечиславу Старому.
При разделе Великой Польши в 1247 году между правнуками Мечислава Калишская земля перешла к Болеславу Благочестивому и образовала в его владении отдельное княжество. Племянник Болеслава, Пржемыслав II, в 1279 году соединил Калиш с княжествами Гнезненским и Познанским, а когда он сделался королём, Калишская земля составила в ряду коронных земель воеводство, которое и просуществовало до самого падения Польши.
В 1314 году польский король Владислав I Локоток окончательно присоединил Калишское княжество к польским владениям.
Калишское воеводство было создано на основе земель Великопольского княжества. Входило в состав Великопольской провинции и принадлежало к региону Великопольша. Центр воеводства — город Калиш. Возглавлялось воеводами калишскими. Сеймик воеводства собирался в городе Сьрода-Велькопольска. Сеймик у К. воеводства был общий с воеводством Познанским.
Калишское воеводство в Сенате Речи Посполитой представляли 8 сенаторов (архиепископ гнезненский, воевода и каштелян калишские, каштеляны гнезненский, лёндский, накловский, беховский и каменьский). До 1768 года воеводство состояло из 6 поветов, а после 1768 года — из 3. По переписи 1790 года численность населения составляло 188 405 чел. Площадь воеводства в 1768 году — 16 523 21 км², а после — 8253,71 км².
В 1793 году после Второго раздела Речи Посполитой Калишское воеводство было ликвидировано и аннексировано Прусским королевством. Территория воеводства была включена в состав прусской провинции Южная Пруссия. В 1807 году было включено в Варшавское герцогство, а в 1815 году вошло в состав Царства Польского.

## Административное устройство
- Гнезненский повят — Гнезно (после 1768 года вошёл в состав Гнезненского воеводства)
- Калишский повят — Калиш
- Конинский повят — Конин
- Кцынский повят — Кцыня (после 1768 года вошёл в состав Гнезненского воеводства)
- Накловский повят — Накло-над-Нотецью (после 1768 года — Гнезненское воеводство)
- Пыздрынский повят — Пыздры